# سازنده (فیلم)
سازنده (به انگلیسی: The Builder) فیلمی محصول سال ۲۰۱۰ میلادی به کارگردانی ریک آلورسون است. این فیلم بازیگر نقش اولیهٔ کولم اولری (اورشلیم جدید) را در اولین اجرای خود به عنوان یک مهاجر ایرلندی در تلاش برای آشتی دادن با آرمان آمریکایی و تجلی آن در دنیای واقعی است. این اولین فیلم بلند منتشر شده توسط برچسب موسیقی مستقل جگجاگووار بود.